# Maxi & Chris Garden
Maxi & Chris Garden was een Duits muziekduo.

## Overzicht
Maxi & Chris Garden heten eigenlijk Chris (geboren te Mainhausen op 29 december 1950) en Meike (geboren te Hanau op 29 juni 1974) Gärtner en zijn moeder en dochter. In 1987 nam het duo deel aan Ein Lied für Brüssel, de Duitse voorronde voor het Eurovisiesongfestival 1987. Met Frieden für die Teddybären eindigde het duo op een tweede plaats. Een jaar later waagden Maxi & Chris Garden wederom hun kans, ditmaal tijdens Ein Lied für Dublin. Met het nummer Lied für einen Freund werd ditmaal wel de hoofdvogel afgeschoten, waardoor moeder en dochter Duitsland mochten vertegenwoordigen op het Eurovisiesongfestival 1988 in de Ierse hoofdstad Dublin. Aldaar werden ze veertiende, met 48 punten. Nadien bracht het duo nog enkele albums uit. Na 1989 eindigde het muzikale avontuur van moeder en dochter.

## Discografie

### Singles
- 1986: Meine Stadt
- 1987: Frieden für die Teddybär'n
- 1987: Jungs sind doof
- 1988: Lied für einen Freund
- 1988: Song for a Friend / Chant pour un ami
- 1989: I Like Otto (Maxi Garden Solosingle)
- 1994: Neue Wege (Comeback-Single)

### Albums
- 1988: Lied für einen Freund

1956: Freddy Quinn + Walter Andreas Schwarz · 
1957: Margot Hielscher · 
1958: Margot Hielscher · 
1959: Alice & Ellen Kessler · 
1960: Wyn Hoop · 
1961: Lale Andersen · 
1962: Conny Froboess · 
1963: Heidi Brühl · 
1964: Nora Nova · 
1965: Ulla Wiesner · 
1966: Margot Eskens · 
1967: Inge Brück · 
1968: Wenche Myhre · 
1969: Siw Malmkvist · 
1970: Katja Ebstein · 
1971: Katja Ebstein · 
1972: Mary Roos · 
1973: Gitte · 
1974: Cindy & Bert · 
1975: Joy Fleming · 
1976: Les Humphries Singers · 
1977: Silver Convention · 
1978: Ireen Sheer · 
1979: Dschinghis Khan · 
1980: Katja Ebstein · 
1981: Lena Valaitis · 
1982: Nicole · 
1983: Hoffmann & Hoffmann · 
1984: Mary Roos · 
1985: Wind · 
1986: Ingrid Peters · 
1987: Wind · 
1988: Maxi & Chris Garden · 
1989: Nino de Angelo · 
1990: Chris Kempers & Daniel Kovac · 
1991: Atlantis 2000 · 
1992: Wind · 
1993: Münchener Freiheit · 
1994: Mekado · 
1995: Stone & Stone · 
1997: Bianca Shomburg · 
1998: Guildo Horn & Die Orthopädischen Strümpfe · 
1999: Sürpriz · 
2000: Stefan Raab · 
2001: Michelle · 
2002: Corinna May · 
2003: Lou · 
2004: Max · 
2005: Gracia · 
2006: Texas Lightning · 
2007: Roger Cicero · 
2008: No Angels · 
2009: Alex Swings Oscar Sings · 
2010: Lena Meyer-Landrut · 
2011: Lena Meyer-Landrut · 
2012: Roman Lob · 
2013: Cascada · 
2014: Elaiza · 
2015: Ann Sophie · 
2016: Jamie-Lee Kriewitz · 
2017: Levina · 
2018: Michael Schulte · 
2019: S!sters · 
2021: Jendrik Sigwart · 
2022: Malik Harris · 
2023: Lord of the Lost · 
2024: Isaak · 
2025: Abor & Tynna